# 肉茎蛇根草
肉茎蛇根草（学名：Ophiorrhiza carnosicaulis）为茜草科蛇根草属的植物，是中国的特有植物。分布于中国大陆的云南等地，多生于林下湿处，目前尚未由人工引种栽培。